# 1. SC 1900 Zerbst
1. SC 1900 Zerbst was een Duitse voetbalclub uit Zerbst, Saksen-Anhalt.

## Geschiedenis
De club werd opgericht in 1900 als 1. FC 1900 Zerbst. De club speelde vanaf 1909 in de competitie van Anhalt. Na een laatste plaats in het eerste seizoen werd de club in 1913 vicekampioen achter Cöthener FC 02.
Na 1919 werd de Anhaltse competitie de tweede klasse van de Kreisliga Elbe. Na het seizoen 1923 werd de Anhaltse competitie als Gauliga Anhalt terug opgewaardeerd als hoogste klasse. In 1925 werd de club laatste, maar er was dat jaar geen degradatie. Een jaar later werden ze opnieuw laatste en degradeerden nu wel. Na één seizoen kon de club opnieuw promotie afdwingen en nam nu ook de naam 1. SC 1900 Zerbst aan. De club werd opnieuw laatste, maar doordat de competitie met één club uitgebreid werd bleven ze in de hoogste klasse. De volgende twee seizoenen eindigde de club telkens één plaats boven de degradatiezone en in 1931 werden ze opnieuw laatste en degradeerden. 
In 1933 werd de competitie geherstructureerd. De Midden-Duitse bond werd ontbonden en de vele competities werden vervangen door de Gauliga Mitte en Gauliga Sachsen. De clubs uit Anhalt werden te licht bevonden voor de Gauliga Mitte en voor de Bezirksklasse Magdeburg-Anhalt plaatsten zich slechts vier clubs. Aangezien de club al in de tweede klasse speelde is het niet bekend of zij zich kwalificeerden voor de 1. Kreisklasse Anhalt (derde niveau). In ieder geval kon de club later niet meer promoveren naar de Bezirksklasse en werden ze ook geen kampioen meer van de Kreisklasse.  
Na de Tweede Wereldoorlog werden alle Duitse voetbalclubs ontbonden. De club werd niet meer heropgericht, ook niet na 1990 toen wel meerdere vooroorlogse clubs heropgericht werden.